# Aeschynomene nicaraguensis
Aeschynomene nicaraguensis là một loài thực vật có hoa trong họ Đậu. Loài này được (Oerst.) Standl. miêu tả khoa học đầu tiên.